# Exposed (Vince Neil-album)
Exposed var debuten för Vince Neil som soloartist och släpptes den 27 april 1993. Skivan sålde platina i USA och fick 4 i betyg av Allmusic, mer än någon annan Mötley Crüe-skiva fick under 1990-talet.

## Låtförteckning
1. "Look in Her Eyes"
2. "Sister of Pain"
3. "Can't Have Your Cake"
4. "Fine, Fine Wine"
5. "The Edge"
6. "Can't Change Me"
7. "Set Me Free" (Sweet-cover)
8. "Living Is a Luxury"
9. "You're Invited (But Your Friend Can't Come)"
10. "Gettin' Hard"
11. "Forever"